# NGC 3333
NGC 3333 ist eine Balken-Spiralgalaxie vom Hubble-Typ SBbc mit ausgedehnten Sternentstehungsgebieten im Sternbild Antlia am Südsternhimmel. Sie ist schätzungsweise 176 Millionen Lichtjahre von der Milchstraße entfernt und hat einen Durchmesser von etwa 110.000 Lichtjahren.
Im selben Himmelsareal befinden sich u. a. die Galaxien NGC 3347, NGC 3354, NGC 3358.
Das Objekt wurde am 2. Februar 1835 von John Herschel entdeckt.